# Lucilina pectinoides
Lucilina pectinoides är en blötdjursart som först beskrevs av William Henry Sykes 1903.  Lucilina pectinoides ingår i släktet Lucilina och familjen Chitonidae.
Artens utbredningsområde är Indiska oceanen. Inga underarter finns listade i Catalogue of Life.